# Bożęcin (Morąg)
Pour l’article homonyme, voir Bożęcin.
Bożęcin est un village polonais de la voïvodie de Varmie-Mazurie, dans le powiat d'Ostróda.